# Дравский повет
Дравский повет (пол. Powiat drawski) — повет (район) в Польше, входит как административная единица в Западно-Поморское воеводство. Центр повета — город Дравско-Поморске. Занимает площадь 1764,24 км². Население — 58 062 человека (на 31 декабря 2015 года).

## Административное деление
- города: Чаплинек, Дравско-Поморске, Калиш-Поморски, Злоценец
- городско-сельские гмины: Гмина Чаплинек, Гмина Дравско-Поморске, Гмина Калиш-Поморски, Гмина Злоценец
- сельские гмины: Гмина Островице, Гмина Вежхово

## Демография
Население повета дано на 31 декабря 2015 года.
| Перепись            | Всего | Мужчины | Женщины |
| ------------------- | ----- | ------- | ------- |
| Всего               | 58062 | 28449   | 29613   |
| Городское население | 36520 | 17516   | 19004   |
| Сельское население  | 21542 | 10933   | 10609   |

## Фотогалерея

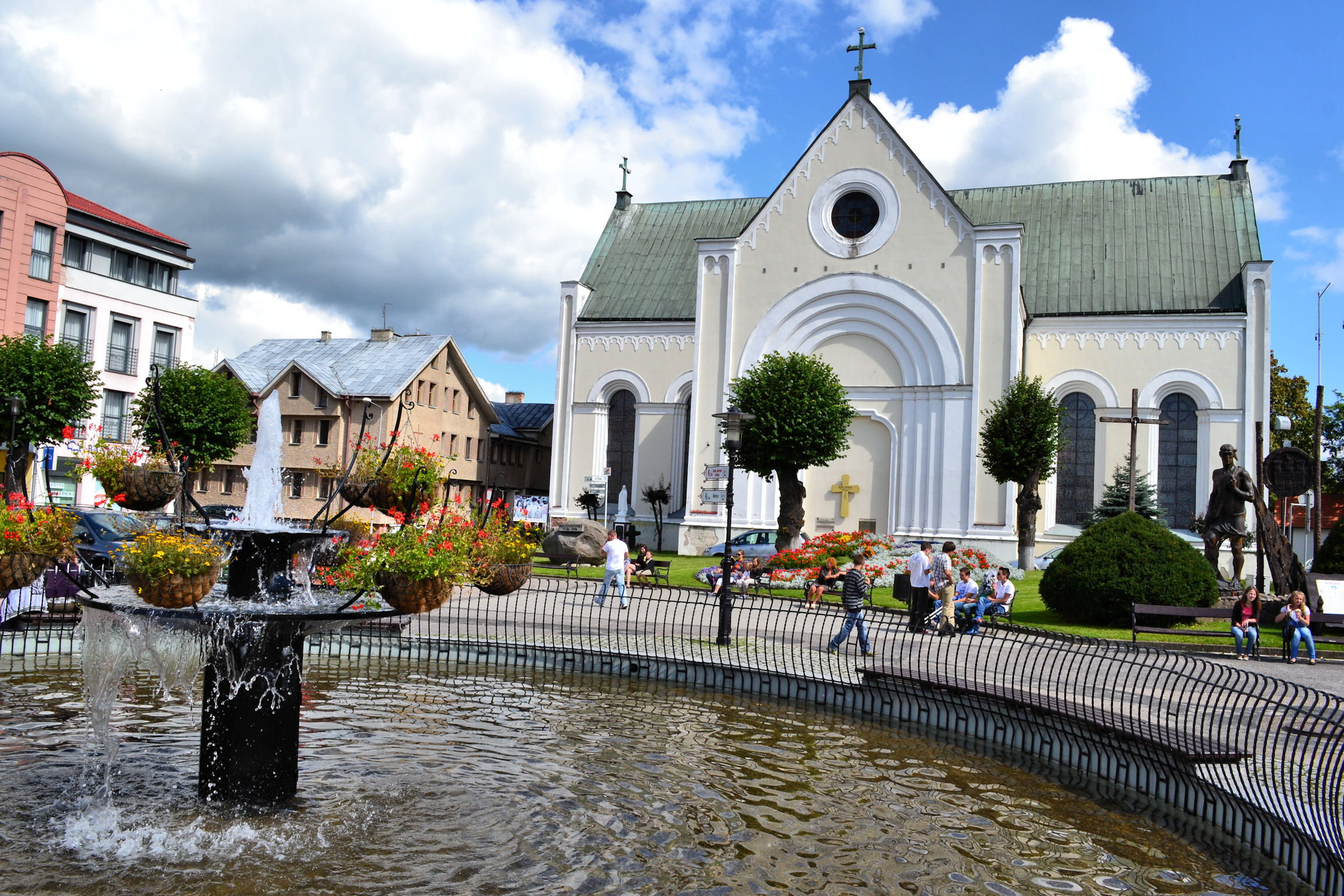
Pынок — Чаплинек
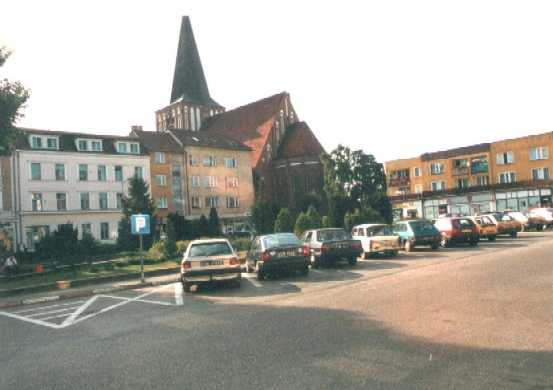
Pынок — Дравско-Поморске
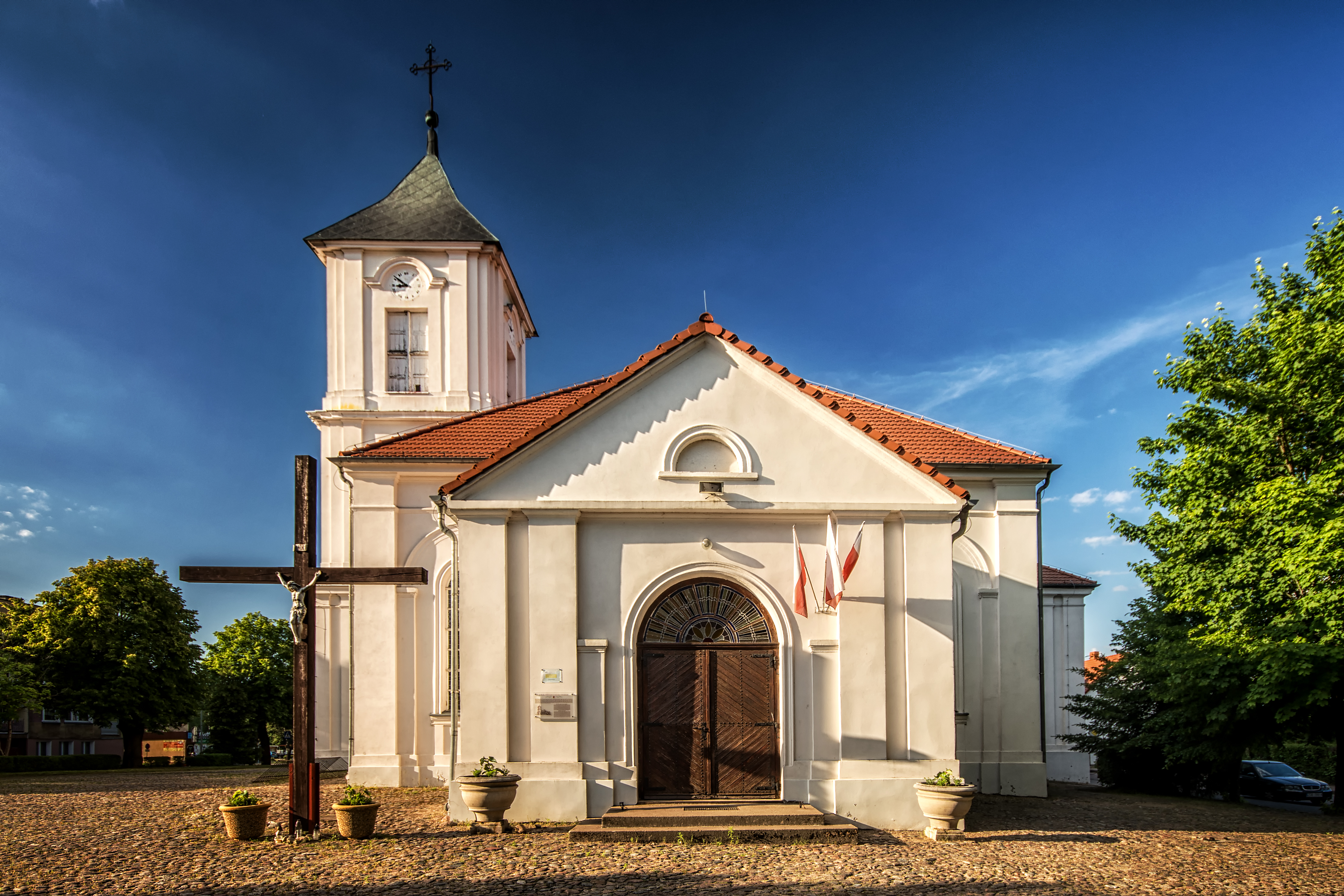
Костёл — Калиш-Поморски
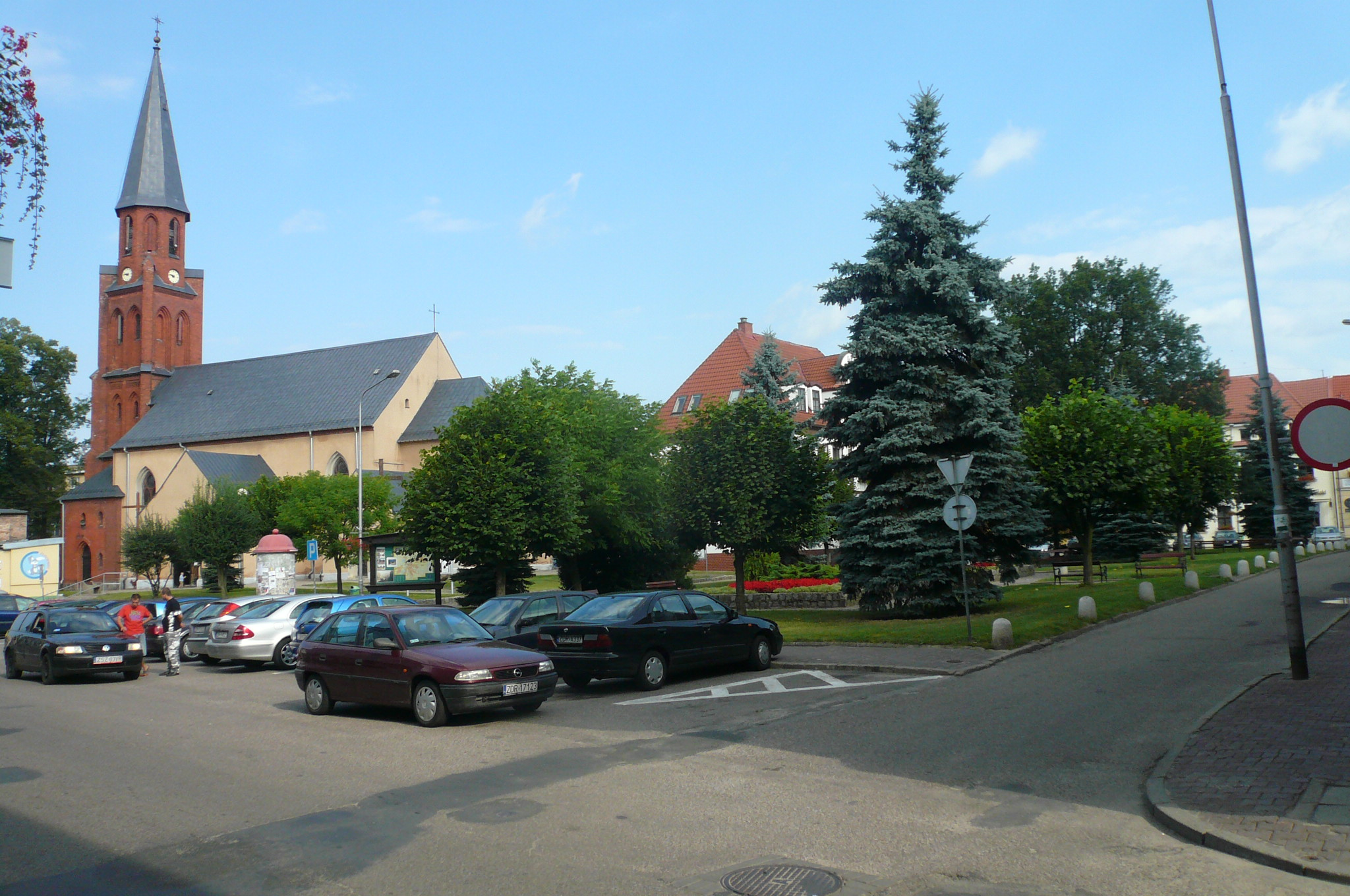
Pынок — Злоценец